# Test Valley
Test Valley – dystrykt w hrabstwie Hampshire w Anglii. W 2011 roku dystrykt liczył 116 398 mieszkańców.

## Miasta
- Andover
- Romsey

## Inne miejscowości
Thruxton, Abbotswood, Abbotts Ann, Abbotts Ann Down, Ampfield, Amport, Anna Valley, Appleshaw, Ashley, Awbridge, Barton Stacey, Binley, Bossington, Braishfield, Bransbury, Brook, Broughton, Buckholt, Bullington, Charlton, Chattis Hill, Chilbolton, Chilbolton Down, Chilworth, Clanville, Cottonworth, Dunbridge, Dunley, East Anton, East Cholderton, East Dean, East Tytherley, Embley, Faberstown, Faccombe, Finkley, Finkley Down, Forton, Fox Amport, Foxcotte, Freefolk, Fullerton, Fyfield, Goodworth Clatford, Gore End, Grateley, Great Shoddesden, Hatherden, Horsebridge, Houghton, Hurstbourne Tarrant, Kimbridge, Kimpton, King's Somborne, Knights Enham, Leckford, Lee, Linkenholt, Little Down, Little Hatherden, Little Shoddesden, Little Somborne, Lockerley, Longparish, Longstock, Longstock Park, Lower Wyke, Michelmersh, Monxton, Nether Wallop, North Baddesley, Nursling, Over Wallop, Penton Grafton, Quarley, Red Rice, Sherfield English, Shipton Bellinger, Shoddesden, Smannell, Stockbridge, Tangley, Thruxton, Timsbury, Upper Clatford, Upton (północ Hampshire), Upton (południe Hampshire), Vernham Dean, Wellow, West Tytherley, Wherwell.